# Walisische Fußballnationalmannschaft (U-21-Männer)
Die walisische U-21-Fußballnationalmannschaft ist eine Auswahlmannschaft walisischer Fußballspieler. Sie unterliegt der Football Association of Wales und repräsentiert diese auf der U-21-Ebene, in Freundschaftsspielen gegen die Auswahlmannschaften anderer nationaler Verbände, aber auch bei der Europameisterschaft des Kontinentalverbandes UEFA. Spielberechtigt sind Spieler, die beim ersten Qualifikationsspiel zu einem Turnier ihr 21. Lebensjahr noch nicht vollendet haben.

## Geschichte
Die U-21-Auswahl von Wales konnte sich bisher noch für kein von der UEFA ausgerichtetes Turnier qualifizieren.
Vieles hängt auch damit zusammen, dass die U-21 für den walisischen Verband lange Zeit nur ein weniger wichtiger Bestandteil war. So haben viele Talente diese Nachwuchsabteilung oft übersprungen und gaben schon früh ihr Debüt in der A-Nationalmannschaft des Landes. Bestes Beispiel ist Spielerlegende Ryan Giggs der nur einen Auftritt im Dress der jungen Drachen hatte und bereits am nächsten Tag sein Debüt in der A-Elf gegen Deutschland gab. Seit John Toshack Trainer der walisischen A-Mannschaft ist und Brian Flynn das Amt des U-21-Trainers übernahm, änderte sich diese Meinung gegenüber der Nachwuchsauswahl.
Für die Qualifikation zur Europameisterschaft 2006 wurde Wales mit Deutschland, England, Polen, Österreich und Aserbaidschan in die Gruppe 6 gelost. Drei Siegen standen einem Unentschieden und 6 Niederlagen gegenüber, bei einer Tordifferenz von 9:21. Gegen den Nachbarn und Inselrivalen England wurden beide Spiele verloren. Gegen den letzten der Gruppe, Aserbaidschan, beide Spiele gewonnen. Am Ende landete die Mannschaft auf den Vorletzten, 5. Platz, mit drei Punkten unterschied zu Platz 3. Auf Platz zwei, der für die Play-off-Spiele reichte, waren es elf Punkte unterschied.
Da die nächste Europameisterschaft nach der EM 2006 nicht erst wie üblich zwei Jahre später, sondern bereits 2007 stattfand, wurde die entsprechende Qualifikation in einem Schnellverfahren ausgespielt. Angefangen mit einer Vorrunde, über eine kurze Gruppenphase mit drei Mannschaften und den Play-off-Games. Wales brauchte erst in die Gruppenphase einsteigen. Den jungen Drachen wurden noch die Mannschaften aus Israel und der Türkei zugelost. Es fand nur ein Spiel gegen jede Mannschaft statt, so dass die Teams je einmal Auswärts und einmal Heimrecht hatten. In der ersten Partie am 16. Januar 2006 waren die Waliser zu Gast bei Israel und verloren dieses Spiel knapp mit 3:2. Da die Israelis im Aufeinandertreffen mit der Türkei 0:0 spielten, war das letzte Spiel dieser Gruppe 13 für Wales irrelevant, da Israel bereits vier Punkte auf der Haben-Seite hatte. Einzig die Türken konnten durch einen Sieg mit zwei Toren Vorsprung noch an Israel vorbeiziehen. Doch auch dieses Spiel endete 0:0, so dass beide Mannschaften, die Türkei und Wales, ausschieden.
Bei der Qualifikation zur Europameisterschaft 2009 überraschte das Team von Trainer Brian Flynn. Man ließ die Favoriten Rumänien und Frankreich hinter sich und entschied die Gruppe 10 für sich. Dieser erste Platz berechtigt für die Play-off-Spiele. Nachdem das Team das Auftaktspiel gegen Frankreich verloren hatte, folgte eine Siegesserie von fünf Spielen in Folge. Unter anderem ein 4:2-Erfolg vor heimischer Kulisse gegen den Europameister von 1988, Frankreich. Gegen Rumänien wurde dann diese Siegesserie durch eine 0:1-Heimpleite unterbrochen. Da sich die beiden ärgsten Konkurrenten durch zwei Unentschieden aber selber die Punkte nahmen, musste der letzte Spieltag am 9. September 2008 entscheiden. Durch einen 3:0-Erfolg in Rumänien platzierte man sich vor Frankreich und Rumänien und zog in die Play-off-Runde zur EM 2009 ein. Dort unterlag man England im Hinspiel mit 2:3 und kam im Rückspiel trotz einer halben Stunde in Überzahl nicht über ein 2:2-Unentschieden hinaus.

### Sonstiges
Am 15. Mai 2008 absolvierten die U-21-Nachwuchsspieler ein Freundschaftsspiel gegen die U-21 Englands. Diese Partie war das 100 Spiel der Auswahl seit dem ersten Match, ebenfalls gegen England, im Jahre 1976.

## Ehemalige und bekannte Spieler
(Auswahl)
- Gareth Bale
- Craig Bellamy
- Neal Eardley
- Ryan Giggs (nur eine Partie)
- Lewin Nyatanga
- Aaron Ramsey

## U-21-Trainer
(unvollständig)
- 2004-0000:  Brian Flynn